# Philenoptera cyanescens
Philenoptera cyanescens är en ärtväxtart som först beskrevs av Julius Heinrich Karl Schumann och Peter Thonning, och fick sitt nu gällande namn av Guy Edouard Roberty. Philenoptera cyanescens ingår i släktet Philenoptera och familjen ärtväxter. Inga underarter finns listade i Catalogue of Life.